# Üçkuyu, İncesu
Üçkuyu là một xã thuộc quận İncesu, tỉnh Kayseri, Thổ Nhĩ Kỳ. Dân số thời điểm năm 2008 là 470 người.